# Amazon Luna
Amazon Luna là một nền tảng trò chơi điện toán đám mây sắp được phát triển và vận hành bởi Amazon. Được công bố vào ngày 24 tháng 9 năm 2020, Amazon Luna sẽ có 100 trò chơi khác nhau khi ra mắt vào tháng 10 năm 2020, sẽ có giá giới thiệu là $ 5,99 một tháng và sẽ được cung cấp bởi AWS. Luna sẽ tích hợp với Twitch và sẽ có sẵn trên PC, Mac, Amazon Fire TV, và iOS(dưới dạng ứng dụng web tiến bộ) khi ra mắt, cũng như Android ngay sau đó. Amazon đã hợp tác với Ubisoft để tạo ra một kênh trò chơi dành riêng cho Luna, kênh này sẽ cung cấp cho người đăng ký Luna quyền truy cập vào các tựa game của Ubisoft cùng ngày họ phát hành. Điều này sẽ đi kèm với một chi phí bổ sung cho đăng ký, mặc dù giá vẫn chưa được công bố. Amazon Luna được thiết lập để ra mắt với tư cách là đối thủ cạnh tranh của Amazon với các nền tảng trò chơi dựa trên đám mây khác như Google Stadia, xCloud, PlayStation Now và GeForce Now.